# Jacob Sturm
Pour les articles homonymes, voir Sturm.
Jacob (ou Jakob) W. Sturm est un naturaliste bavarois, né le 21 mars 1771 à Nuremberg et mort le 28 novembre 1848 dans cette même ville.

## Biographie
Il est le fils du graveur Johann Georg Sturm qui le forme, très tôt, à l’art du dessin et de la gravure sur cuivre. À seize ans, il est envoyé par son père livrer des gravures destinées à illustrer une œuvre de Peter Simon Pallas (1741-1811). Le botaniste Johann Christian Daniel von Schreber (1739-1810), étant chargé de la publication de celui-ci, refuse ce travail et envoie le jeune homme à Nüremberg, afin qu'il soit conseillé par l’entomologiste Georg Wolfgang Franz Panzer (1755-1829) pour refaire les plantes. La santé de son père défaillant, c’est lui qui réalise les gravures. Jacob Sturm deviendra le graveur, outre de Schreber et de Panzer, de nombreux autres naturalistes allemands dont Eugen Johann Christoph Esper (1742-1810), Georg Franz Hoffmann (1760-1826), David Heinrich Hoppe (1760-1846), Christian Gottfried Daniel Nees von Esenbeck (1776-1858) et le comte Kaspar Maria von Sternberg (1761-1838).
En 1791, il fait paraître cent planches gravées sur cuivre et illustrées à la main sous le titre d’Insekten-Cabinet nach der Natur gezeichnet und gestochen, cette série n’est connue que par un seul exemplaire, détenu par l’Academy of Natural Sciences of Philadelphia. Panzer entreprend alors la publication de Faunae Insectorum Germanicae Initia dont les 110 premières planches sont de la main de Sturm : il y représente 2 600 insectes.
Le travail de Sturm ne se limite pas aux seules illustrations, sa collection d’insectes est réputée dans toute l’Europe et est l’une des plus riches du monde. Il est assisté par ses fils Johann Heinrich Christian Friedrich Sturm (de) (1805-1862) et Johann Wilhelm Sturm (1808-1865).

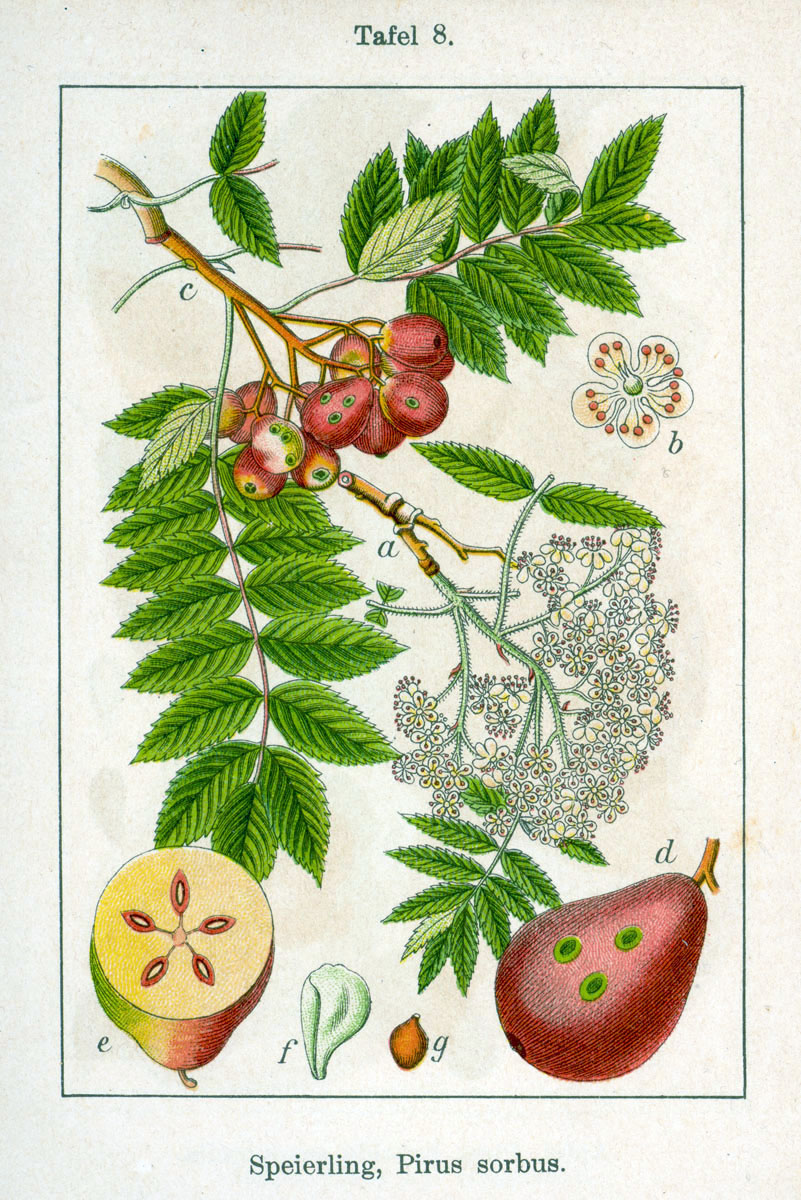
Sorbus domestica

## Quelques œuvres illustrées par Jacob Sturm
- la Deutschlands Flora in Abbildungen nach der Natur mit Beschreibungen (de 1796 à 1862) avec 2 472 gravures illustrant des textes de J.C.D. von Schreber, D.H. Hoppe, Heinrich Gottlieb Ludwig Reichenbach (1793-1879) et d’autres ;
- la traduction en allemand de l’Entomologie de Guillaume-Antoine Olivier (1756-1814) par Johann Karl Wilhelm Illiger (1775-1813), Abbildungen zu Karl Illigers Uebersetzung von Oliviers Entomologie (1802-1803, Nuremberg) ;
- Beschreibung der Gräser nebst ihren Abbildungen nach der Natur de J.C.D. von Schreber (1766-1779, Leipzig) ;
- Deutschlands Insectenfaune et Kritische Revision der Insectenfaune Deutschlands... de G.W.F. Panzer (Nuremberg, 1805-1806) ;
- Catalecta botanica quibus plantae novae et minus cognitae describuntur atque illustrantur d’Albrecht Wilhelm Roth (1757-1834) (trois volumes, Leipzig, 1797-1806) ;
- Versuch einer geognostisch-botanischen Darstellung der Flora der Vorwelt (Leipzig, 1820-1838) et Revisio Saxifragarum Iconibus Illustrata (Regensberg, 1810-1822, Leipzig, 1831) du comte K.M. von Sternberg ;
- System der Pilze und Schwämme (Wurbzerg, 1816) et Bryologia Germanica, oder Beschreibung der in Deutschland und in der Schweiz wachsenden Laubmoose (Nuremberg, 1823-1831) de C.G.D. Nees von Essenbeck ;
- Caricologia Germanica, oder Beschreybungen und Abbildungen aller in Deutschland wildwachsenden Seggen (Nüremberg, 1835) de D.H. Hoppe.

## Note
1. ↑  Ce travail sera poursuivi par Gottlieb August Wilhelm Herrich-Schäffer (1799-1874)

Sturm est l’abréviation botanique standard de Jacob Sturm.
Consulter la liste des abréviations d'auteur en botanique ou la liste des plantes assignées à cet auteur par l'IPNI, la liste des champignons assignés par MycoBank, la liste des algues assignées par l'AlgaeBase et la liste des fossiles assignés à cet auteur par l'IFPNI.